# アンナ・コルトフスカヤ
アンナ・コルトフスカヤ（ロシア語: Анна Колтовская / Anna Koltovskaya, ? - 1626年）は、イヴァン4世の4番目の皇妃（ツァリーツァ）。

## 生涯
3人目の皇妃マルファ・ソバーキナが1571年11月13日に急死してから、イヴァン4世は4度の結婚を厳禁する正教会の規則の適用を避けるため、イヴァン4世はマルファとの婚姻不成立を主張した。1572年4月29日、イヴァン4世は教会の祝福を得ぬまま、高級娼婦の娘アンナと結婚した。それから生神女就寝大聖堂で会議を開いて心のこもった演説を行い、高位聖職者の涙を誘った。教会の譲歩でイヴァン4世の結婚は許されたが、復活祭までツァーリが教会に出入りせず、1年間悔悟者として過ごし、1年後は平信徒とともに過ごすこととの条件つきであった。イヴァン4世は、2年前のノヴゴロド大虐殺の舞台だった、ノヴゴロドに新婚旅行をした。しかし、アンナはさほど美しくもなく、あまりに素性がいやしいため、実家の家族に貴族身分を与えることもできなかった。アンナに飽きたイヴァン4世は、結婚2年目で石女だという難癖をつけて彼女を修道院に追放した。

## 参考資料
- Troyat, Henri Ivan le Terrible. Flammarion, Paris, 1982
- de Madariaga, Isabel Ivan the Terrible. Giulio Einaudi editore, 2005
- R.G.スクルィンニコフ著 / 栗生澤猛夫訳『イヴァン雷帝』成文社 1994年